# 2014年中国足球协会超级杯
2014年中国足球协会超级杯是2014年的一項足球錦標賽，由2013年中国足球超级联赛冠军广州恒大对阵2013年中国足协杯冠军贵州茅台。比赛于2014年2月16日在贵阳市奥林匹克体育中心举行。由于广州恒大队计划2月14日结束海外冬训回到中国，参加冬训的球员来不及在赛前倒时差，广州恒大俱乐部向中国足协申请推迟比赛时间。中国足协拒绝更改比赛时间，广州恒大队决定不派主力球员出战。最终，凭借穆斯利莫维奇的头球，贵州茅台1比0击败以替补和预备队球员出战的广州恒大，历史上首次获得该赛事的冠军，而广州恒大则连续两年屈居亚军。贵州茅台队长孙继海当选最佳球员。谭海担任这场比赛的主裁判。评论认为这届赛事不够成功，原本期待的强强对话变成了鸡肋比赛。

## 背景
2013年中超联赛冠军广州恒大队经历了一个漫长的赛季。除了中超三连冠，他们在2013年还夺得了亚冠联赛冠军，从而获得了参加年底世俱杯比赛的机会。世俱杯最后一场比赛结束后的2013年12月22日，球队开始了一个月的假期。从2013年2月26日赛季第一场比赛（亚冠联赛与浦和红宝石的小组赛）到12月22日，广州恒大队打了54场正式比赛。2014年1月20日，球队重新集结，在广东清远、西班牙进行冬训。冬季转会中，球队核心孔卡离队，巴西后腰雷内·儒尼奥尔和意大利国脚迪亚曼蒂加盟球队。球队还引进了武汉卓尔队长梅方。另一名内援青岛中能队长刘健与青岛中能有合同纠纷，中国足协原定2月8日对此案进行仲裁，但2月8日当天又把仲裁推迟到2月18日，而2月19日是2014年亚冠联赛第一阶段比赛报名的截止日期。
2013年底，中国足协确定2014年超级杯比赛时间为2月16日，而广州恒大结束冬训从西班牙回国是2月14日。2014年元旦后，广州恒大致函中国足协，希望将超级杯的比赛推迟，遭到足协拒绝。一说广州恒大与贵州茅台商议将比赛放在2月19日进行，但中国足协为了能让中央电视台直播比赛，拒绝了这个方案。另一种说法是恒大想把比赛推迟到2月21日，但是2月25日亚冠联赛小组赛就要开始，贵州队的首战是客场，广州队首战是主场，更改赛程不利于贵州队，足协拒绝了方案。2月8日，恒大向足协传真了超级杯的参赛名单，名单中只有5名球员报名了上赛季中超联赛，其余球员都是来自预备队的年轻球员。足协驳回了名单，要求恒大以主力参赛，并表示如果恒大坚持这份名单，名单上的球员都将成为2014年中超的报名参赛球员，而新赛季中超报名单上最多只能有35人。2月9日，恒大主教练里皮命冯俊彦、秦升、方镜淇、杨超声、胡威威和李建滨6人提前回国，同预备队一起备战超级杯。2月13日，广州恒大提交了参加超级杯的最终23人名单，其中有郑智、郜林、曾诚3名2013赛季主力球员。2013赛季经常替补登场的赵鹏、秦升、郑龙、冯仁亮、李帅、冯俊彦、杨超声和李建滨也出现在名单中。名单里只有埃尔克森一名外援，而埃尔克森因受到足协的追加处罚无法参加这场超级杯，媒体认为恒大为他报名只是想洗去一场停赛次数。虽然报名单上的主教练仍然是里皮，但是报名的教练组是恒大预备队的教练组。赛前，媒体认为指挥比赛的将是恒大预备队主教练德罗索。2月15日，恒大队抵达贵阳奥体中心进行赛前的官方训练，媒体发现来到贵阳的只有15名恒大球员，主教练里皮也没来。球员中，只有冯俊彦、秦升、李建滨和杨超声四人曾在上赛季中超联赛中出场。球队没有带替补门将，替补球员也只有四人。恒大队的主力球员结束冬训后放假，里皮和迪亚曼蒂直接从西班牙坐飞机回到了意大利。赛前新闻发布会上，德罗索表示，里皮因为身体不适不能前来。由于恒大不派主力球员出战，有的贵阳球迷向组委会提出退票。
贵州人和足球俱乐部国酒茅台足球队在2013年中国足协杯决赛中击败卫冕冠军广州恒大，于2013年12月7日捧起了冠军奖杯。球队随即开始放假。贵州茅台在2013年中超联赛中排名第四位，亚洲冠军联赛中未能小组出线。2014年1月6日，贵州茅台在深圳开始第一阶段冬训，1月29日放假。正月初四，球队在贵阳重新集结，次日开始训练。贵州茅台是中超唯一没有在国外冬训的球队。2013赛季结束后，球队聘请朱炯任技术总监、预备队主教练，聘请杨晨出任领队、第一助理教练。转会市场上，外援纳诺、拉法离队，新引进了波兰国脚克日什托夫·马辛斯基、巴西球员尤里。中场核心米西莫维奇因伤无法出战。主力球员于海也有伤。
历史上，两队有8次交锋，贵州茅台2胜3平3负（不计两队的前身）。2012年、2013年连续两届足协杯上，两队都在决赛会面。2012年，广州恒大在客场1比1逼平贵州茅台，回到天河体育场后4比2取胜夺得冠军。2013年，贵州茅台主场2比0战胜广州恒大，次回合在客场1比2小负，最后捧起了奖杯，拿到俱乐部史上首个正式比赛冠军。广州恒大在2013年中超联赛中曾主场4比0大胜贵州茅台队。贵州茅台队保持着主场对阵广州恒大不败的纪录（2胜2平）。2013年8月4日，中超联赛贵州茅台主场2比1战胜广州恒大的比赛，入场观众达到52,888人。

## 比赛场地
按照中国足协的规定，为了公平，俱乐部无权申办超级杯，地方足协可以向中国足协和福特宝公司提出承办申请。广州恒大所在的广东省广州市并未提出申请（也有报道说广州市也提出了申请），承办超级杯的竞争在贵州省贵阳市和广西壮族自治区南宁市之间进行。最后，中国足协考虑到贵阳的足球气氛、承办方的经济实力均超过南宁，于2014年1月23日确定将2014年中国足球协会超级杯的决赛地选在贵阳，比赛在贵州茅台队的主场贵阳市奥林匹克体育中心举办。根据超级杯的规程，联赛冠军广州恒大为主队，足协杯冠军贵州茅台为客队。
贵阳市奥林匹克体育中心开工于2008年，2011年落成，设51,636个座席，以贵州少数民族崇拜的水牛角为造型，又因其外观像鸟巢而被称为“贵州鸟巢”。2012年贵州人和足球俱乐部自陕西省西安市迁至贵阳后，将贵阳奥体中心用作主场，2012年中超联赛中贵州赛区获得了最佳人气赛区奖。贵阳市奥体中心曾承办2012年中超联赛的开幕式，还是2011年第九届中华人民共和国少数民族传统体育运动会的主会场。据统计，2013年中超联赛中贵阳市奥林匹克体育中心的平均上座数约21,000。

## 裁判
这场超级杯赛，中国足协派出的主裁判是谭海，助理裁判是霍伟明和穆宇欣。范琦担任第四官员。谭海是北京体育大学副教授，2004年时就成为了国际足球裁判，2011年中超联赛、2012年中超联赛两度获得金哨奖（最佳裁判员），亚足联精英裁判。谭海曾经担任2012年、2013年超级杯主裁判。霍伟明隶属北京足协，是北京外国语大学体育教研部教师，2013年中超联赛金旗奖（最佳助理裁判员），执法这场超级杯时是国际级助理裁判员、亚足联精英助理裁判员。作为助理裁判，霍伟明也执法了之前两年超级杯的比赛。另一名助理裁判穆宇欣隶属天津足协，为天津市第十七中学体育教师，回族，国际级助理裁判员、亚足联精英助理裁判员，2011年中超联赛金旗奖、2012年中超联赛银旗奖，曾经执法2011年亚洲杯足球赛。2010年世界杯足球赛时，穆宇欣是唯一入选的中国裁判，然而他却没能获得登场的机会。第四官员范琦也是国际级裁判，曾获2012年中超联赛银哨奖、2013年中超联赛铜哨奖。

## 电视转播
直播或录播2014年中国足球协会超级杯的有14家电视台，其中中央电视台体育频道、北京电视台体育频道、广东电视台欧洲足球频道、贵州电视台大众生活频道等11个频道进行直播，黑龙江电视台文艺频道等3个频道录播。新浪网等网站进行了网络直播。而2013年有18家电视台播出超级杯，其中还有一家中国境外电视台。

## 比赛情况

### 首发阵容
两队均排出了4-2-3-1阵型。广州恒大队的首发阵容以预备队球员和一队替补球员为主，没有外援，门将是U22国家队主力门将方镜淇。后防线上自左向右依次是胡威威、李建滨、刘海东、冯俊彦。其中，刘海东是中国国青队的队长。国脚秦升与小将杨鑫组成双后腰，谭家军出任前腰。左边前卫胡扬扬，右边前卫骆嘉诚。单前锋是U22国家队球员杨超声。冯俊彦担任场上队长。广州恒大队的首发十一人里，仅冯俊彦、秦升二人算得上是一线队的半主力。胡威威和胡扬扬是来自广东梅州的亲兄弟。而贵州茅台队尽遣主力出战。张烈把守球门，饶伟辉为左边后卫，张成林任右边后卫，孙继海和澳大利亚外援萨利担任中后卫。新加盟球队的波兰国脚克日什托夫·马辛斯基与杨昊出任双后腰。左边前卫是范云龙，右边前卫是曲波，陈杰居中担任前腰。锋线上是波黑外援兹拉坦·穆斯利莫维奇。贵州茅台的队长是孙继海。比赛在大雾中进行。

### 上半场
比赛一开始，贵州茅台队就占据了主动。开场第3分钟，贵州茅台队范云龙在前场左路禁区外起脚射门，方镜淇轻松地接到皮球。第8分钟，广州恒大队骆嘉诚完成球队第一脚射门，他在禁区弧顶附近的一脚抽射稍稍高出了球门。第9分钟，恒大队杨超声接到左路谭家军的传中，一脚垫射，球击中横梁后弹出了底线。第20分钟，贵州队杨昊送出过顶球，方镜淇出击及时，把球破坏。抢点的陈杰收脚不及，踩中了方镜淇的小腿。方镜淇倒地接受治疗后继续比赛。第28分钟，贵州茅台队把球打入禁区，陈杰的头球击中右门柱。第32分钟和第34分钟，方镜淇先后挡出了范云龙和张成林的远射。随后贵州队加强攻势。第34分钟，贵州队获得前场右路的任意球，范云龙把球传入禁区，穆斯利莫维奇头球抢点破门，贵州茅台队取得1比0的领先。第42分钟，胡威威铲球时动作过大，吃到黄牌。补时1分钟后，上半场结束，比分为广州恒大0比1落后贵州茅台。

### 下半场
下半场比赛开始前，贵州茅台队用夏维耶（陈昌源）替下了饶伟辉。陈昌源上场后踢右后卫的位置，上半场比赛中担任右后卫的张成林司职左路。比分领先的贵州队意图控制比赛的节奏。恒大增加了控球和传球，但收效不大。第54分钟，范云龙从左路突入禁区，前来补防的李建滨放铲，范云龙倒地，主裁判认为李建滨没有犯规，比赛继续。第55分钟，穆斯利莫维奇射门绵软无力，球被方镜淇得到。第56分钟，李建滨在禁区外铲倒穆斯利莫维奇，后者无法坚持比赛，被小将陈子介换下。穆斯利莫维奇下场后，贵州队的攻势明显减弱。第63分钟，陈杰在禁区边上打门，打得太正，方镜淇轻松地得到了球。第70分钟，陈昌源踢倒杨超声，吃到黄牌。第77分钟，贵州茅台队用完最后一个换人名额，李春郁替下马辛斯基。第80分钟，贵州队获得角球，萨利头球攻门稍稍偏出立柱。第84分钟，李建滨防守陈子介时二人发生口角，李建滨用手指着陈子介，然后推了陈子介一把，陈子介顺势倒地，裁判向两人各出示一张黄牌。第85分钟，广州恒大队用甘添成、王军辉换下谭家军、胡扬扬。下半场伤停补时3分钟。补时阶段，曲波在禁区内的一脚低射打中边网。全场比赛结束，贵州茅台1比0战胜广州恒大队，夺得2014年中国足协超级杯冠军。

## 賽事数据
| 2014年2月16日 14:00 |

| 广州恒大 | 0 - 1 | 贵州茅台   |
| -------- | ----- | ---------- |
|          |       | 穆斯利 35' |

| 贵阳市奥林匹克体育中心 觀眾人數：13,178 ：谭海 (北京) |

| 广州恒大 | 贵州茅台 |

| 正選球員：                  |    |            |     |     |
|                             |    |            |     |     |
| GK                          | 1  | 方镜淇     |     |     |
| RB                          | 7  | 冯俊彦 (c) |     |     |
| CB                          | 24 | 刘海东     |     |     |
| CB                          | 26 | 李建滨     | 84' |     |
| LB                          | 34 | 胡威威     | 43' |     |
| DM                          | 20 | 杨鑫       |     |     |
| DM                          | 35 | 秦升       |     |     |
| AM                          | 39 | 谭家军     |     | 85' |
| LW                          | 31 | 胡扬扬     |     |     |
| RW                          | 36 | 骆嘉诚     |     | 85' |
| CF                          | 30 | 杨超声     |     |     |
| 後備球員：                  |    |            |     |     |
| DF                          | 38 | 温浩军     |     |     |
| DF                          | 40 | 胡博文     |     |     |
| MF                          | 25 | 甘添成     |     | 85' |
| FW                          | 27 | 王军辉     |     | 85' |
| 教練：                      |    |            |     |     |
| 法布里奇奥·德尔·罗索 (代理) |    |            |     |     |

| 正選球員： |    |            |     |     |
|            |    |            |     |     |
| GK         | 12 | 张烈       |     |     |
| RB         | 3  | 张成林     |     |     |
| CB         | 4  | 萨利       |     |     |
| CB         | 17 | 孙继海 (c) |     |     |
| LB         | 31 | 饶伟辉     |     | 46' |
| DM         | 7  | 马辛斯基   |     | 77' |
| DM         | 29 | 杨昊       |     |     |
| AM         | 15 | 陈杰       |     |     |
| LW         | 6  | 范云龙     |     |     |
| RW         | 27 | 曲波       |     |     |
| CF         | 9  | 穆斯利     |     | 59' |
| 後備球員： |    |            |     |     |
| GK         | 22 | 盛鹏       |     |     |
| DF         | 19 | 刘天祺     |     |     |
| DF         | 23 | 夏维耶     | 70' | 46' |
| DF         | 35 | 万厚良     |     |     |
| MF         | 8  | 李春郁     |     | 77' |
| MF         | 14 | 杨一虎     |     |     |
| FW         | 39 | 陈子介     | 84' | 59' |
| 教練：     |    |            |     |     |
| 宫磊       |    |            |     |     |

|          | 最佳球員： 孙继海 (贵州茅台) 助理裁判： 霍伟明 (北京) 穆宇欣 (天津) 第四裁判： 范琦 (北京) | \| 广州恒大 \| 比賽數據 \| 贵州茅台 \| \| -------- \| ---------- \| -------- \| \| 6 (1) \| 射門(命中) \| 18 (7) \| \| 14 \| 犯規次數 \| 22 \| \| 4 \| 角球 \| 6 \| \| 2 \| 越位 \| 2 \| \| 2 \| 黃牌 \| 2 \| \| 0 \| 紅牌 \| 0 \| \| 46.6 \| 控球百分比 \| 53.4 \| |  |
| 广州恒大 | 比賽數據                                                                                   | 贵州茅台 |  |
| 6 (1)    | 射門(命中)                                                                                 | 18 (7) |  |
| 14       | 犯規次數                                                                                   | 22 |  |
| 4        | 角球                                                                                       | 6 |  |
| 2        | 越位                                                                                       | 2 |  |
| 2        | 黃牌                                                                                       | 2 |  |
| 0        | 紅牌                                                                                       | 0 |  |
| 46.6     | 控球百分比                                                                                 | 53.4 |  |

## 颁奖仪式
比赛结束后，球场中心搭建了临时颁奖台，举行了超级杯颁奖仪式。中国足协副主席于洪臣、贵州省体育局局长蔡国祥、贵阳市体育局局长梁耀辉、中国足协职业联赛理事会执行局负责人马成全、赞助商阿诗丹顿电气（中山）有限公司董事长陈秋华五位嘉宾参加颁奖。首先为裁判组四人颁发了裁判纪念奖。随后，孙继海上台领取了最佳球员奖。接着，嘉宾为广州恒大队颁发了亚军奖牌。随后，贵州茅台队上台领奖。此时，现场主持人连续两次口误，把贵州队的队名说成了“贵州恒大”。颁发冠军奖牌后，贵州茅台队队长孙继海从于洪臣手中接过了超级杯奖杯。

## 评论
赛后的新闻发布会上，贵州茅台队主教练宫磊表示里皮没有到场是夺冠的一大遗憾。广州恒大队教练德罗索表示，贵州队实力强大，广州队年轻球员的表现令他满意。记者质疑广州恒大不派主力参赛是不是不尊重中国足球，德罗索表示绝没有不尊重中国足球的意思，“但是比赛之外的一些事情我也不是很适合回答”。
评论认为这是一届不成功的赛事，原本期待的一场强强对话变成了鸡肋。到场的观众仅有13,178人，低于贵阳奥体中心2013年中超联赛期间的平均上座数。面对“恒大二队”，派出主力的贵州茅台队发挥一般，状态低迷，失误频频，没能大比分击败对手，仅获得1比0的小胜，令人失望。有评论认为，广州恒大的年轻球员实际上表现一般，全场只有一脚有威胁的射门（杨超声上半场射中门框），见不到多少成功的突破、有威胁的传球、高质量的射门，胡威威几次尴尬地带球出了边线。比赛反映出，广州恒大的预备队里并无出类拔萃的人物，未来几年广州恒大队若想维持竞技水平仍需要从转会市场上买球员，而非依靠预备队出人才。但也有媒体评论，“恒大二队”虽然在场上处于劣势，但打得有板有眼，清晰地体现了里皮的战术思想。还有媒体称赞了恒大门将方镜淇，他扑出了五六脚有威胁的射门。
赛前，得知恒大队不派主力参赛、里皮派助手指挥，贵阳的主办方非常恼火，一位工作人员对媒体表示，恒大的做法不尊重贵州茅台队、不尊重贵阳球迷、亵渎了足球。有媒体评论也认为，恒大队不应该因为时间冲突就派出替补和预备队球员参赛。中国足协的一名工作人员称，广州恒大派出预备队参加比赛并不违反规程，无法处罚；主教练无故缺席比赛和新闻发布会，按规定可以处以3万元人民币的罚款。不过，广州恒大赛前向中国足协发了传真，表示里皮身体不适，无法出席，传真中还附上了医学鉴定。德罗索在新闻发布会上也表示，里皮在1月13日进行了肩膀的手术。
也有评论认为，中国足协的做法也有不当之处。足协为了保证中央电视台的电视直播、赞助商的利益，不顾俱乐部的利益，拒绝延后比赛时间，是超级杯成为鸡肋的原因之一。2月17日，广州恒大俱乐部媒体开放日训练结束后，里皮接受了媒体采访，表示了对中国足协的不满。里皮说，恒大队2013赛季比赛密集，赛季开始早、结束晚，为让球员休息，甚至压缩了赴西班牙冬训的计划，为此希望中国足协修改超级杯的日期，中国足协拒绝提议实在“不可理喻”，他感到很愤怒。里皮说，中国国家队集训、比赛征召恒大队员，他从无怨言；但仅仅是想要推迟超级杯的比赛时间，就被足协拒绝。中国足协相关人员后来做出回应，称2013年广州恒大征战亚冠联赛期间，足协已经给了恒大相当多的照顾，同意调整多场比赛的时间；赛前一个月足协就协调了比赛时间，而且得到了两队的同意，恒大完全可以提早几天从西班牙回来。足协工作人员还反问道，“如果这是意大利超级杯，里皮会这么做吗？”还有媒体指出，自2012年中国足协恢复超级杯以来，超级杯一直没有摆脱鸡肋命运；中国足协随意地暂停、恢复足协杯和超级杯的比赛（2006年中国足协决定给国奥队备战让路，决定从2007年起暂停足协杯两年，但到2011年才恢复足协杯；超级杯自2004年起停办多年，至足协杯2011年恢复后，2012年超级杯才恢复），本身就是不职业、不严肃的行为。